# Блюминг (стадион)
Стадион Блюминг — стадион многоцелевого использования в Краматорске, Украина. В настоящее время он используется в основном для проведения футбольных матчей, стадион вмещает 10 000 зрителей. До 2008 года являлся домашней ареной для ФК «Краматорск».
Построенный в 1937 году, стадион принадлежал Новокраматорскому машиностроительному заводу. После Второй мировой войны стадион был перестроен в 1950-х годах по проекту харьковского института «Госстройпроект». В 1992 году при стадионе был построен спортивный зал.
Находится в Краматорском городском парке имени Пушкина, в микрорайоне Соцгородок. Это один из двух основных стадионов Краматорска, второй — стадион «Прапор» (Авангард), расположенный к югу от Старой Петровки в парке «Сад Бернацкого», с 2008 года — домашняя арена для ФК «Краматорск».